# District de Chrudim
Le district de Chrudim (en tchèque : okres Chrudim) est un des quatre districts de la région de Pardubice, en Tchéquie. Son chef-lieu est la ville de Chrudim.

## Liste des communes
Le district compte 108 communes, dont 13 ont le statut de ville (město, en gras) et 5 celui de bourg (městys, en italique) :
Běstvina •
Biskupice •
Bítovany •
Bojanov • 
Bor u Skutče • 
Bořice •
Bousov • 
Bylany • 
Ctětín •
Čankovice •
České Lhotice •
Chrast • 
Chroustovice • 
Chrudim •
Dědová •
Dolní Bezděkov •
Dřenice •
Dvakačovice •
Hamry •
Heřmanův Městec •
Hlinsko • 
Hluboká • 
Hodonín • 
Holetín • 
Honbice • 
Horka • 
Horní Bradlo • 
Hošťalovice •
Hrochův Týnec • 
Hroubovice • 
Jeníkov • 
Jenišovice •
Kameničky • 
Kladno •
Klešice •
Kněžice •
Kočí • 
Kostelec u Heřmanova Městce •
Krásné • 
Křižanovice •
Krouna • 
Lány • 
Leštinka • 
Libkov • 
Liboměřice •
Licibořice •
Lipovec • 
Lozice • 
Lukavice • 
Luže •
Míčov-Sušice •
Miřetice • 
Mladoňovice • 
Morašice •
Mrákotín • 
Nabočany • 
Načešice • 
Nasavrky • 
Orel • 
Ostrov •  
Otradov • 
Perálec • 
Podhořany u Ronova • 
Pokřikov • 
Prachovice •
Předhradí • 
Přestavlky • 
Proseč • 
Prosetín • 
Raná •
Rabštejnská Lhota • 
Řestoky •
Ronov nad Doubravou • 
Rosice • 
Rozhovice •  
Seč •
Skuteč • 
Slatiňany •  
Smrček • 
Sobětuchy • 
Stolany • 
Střemošice • 
Studnice • 
Svídnice • 
Svratouch • 
Tisovec • 
Trhová Kamenice •
Třemošnice • 
Třibřichy • 
Trojovice • 
Tuněchody • 
Úherčice •
Úhřetice • 
Vápenný Podol •
Včelákov • 
Vejvanovice • 
Vítanov • 
Vojtěchov • 
Vortová • 
Vrbatův Kostelec • 
Všeradov •
Vysočina •
Vyžice •
Zaječice • 
Zájezdec •
Zderaz •
Žlebské Chvalovice •
Žumberk

## Principales villes
Population des principales villes du district au 1er janvier 2024 et évolution depuis le 1er janvier 2023 :
| Chrudim         | 23 441 | en stagnation   |
| Hlinsko         | 9 577  | en diminution   |
| Skuteč          | 5 042  | en augmentation |
| Heřmanův Městec | 4 960  | en augmentation |
| Slatiňany       | 4 221  | en augmentation |
| Chrast          | 3 148  | en diminution   |
| Třemošnice      | 3 328  | en augmentation |
| Luže            | 2 611  | en stagnation   |
| Proseč          | 2 128  | en augmentation |
| Hrochův Týnec   | 2 318  | en augmentation |